# Sivapardus
Sivapardus — викопний, маловідомий рід родини котових. Він був описаний у 1969 році і має лише один вид, призначений йому, S. punjabiensis. Новий рід котів заснований на правій нижньощелепній гілці. Походить з Верхнього Сивалика (плейстоцен Пакистану).